# Espírito Santo Futebol Clube
L'Espírito Santo Futebol Clube, nota anche semplicemente come Espírito Santo, è una società calcistica brasiliana con sede nella città di Vitória, capitale dello stato dell'Espírito Santo.

## Storia
Il club è stato fondato il 6 agosto 2006 nella città di Anchieta. Ha terminato il Campeonato Capixaba Série B come finalista nel 2009, dopo aver perso la finale col Vitória. Nel 2015 un gruppo di imprenditori decisero di comprare la squadra e la trasferirono nella città di Vitória. Nel 2016 ha partecipato per la prima volta al Campeonato Brasileiro Série D, dove è stato eliminato alla seconda fase dal J. Malucelli.

## Palmarès

### Competizioni statali
- Campeonato Capixaba Série B: 1

2015
- Copa Espírito Santo: 1

2015